# Terugkeer in de toekomst
Terugkeer in de toekomst (Engelse titel: The Iron Thorn of The Amsirs and the Iron Thorn) is een sciencefictionroman uit 1967 van de Amerikaanse schrijver Algis Budrys.

## Synopsis
Het verhaal speelt zich op in de woestijnen van Mars. Als gevolg van een experiment aldaar zijn er door toedoen van de bevolking op Aarde twee rassen ontstaan. De mens en een ras gelijkend op vogels/insecten, Amsirs genaamd. Zij staan elkaar naar het leven. De mensen opereren vanuit een gebied dat de Doorn (The Iron Thorn) wordt genoemd. Het oorspronkelijke bestaan van die Doorn is nog in rudimentaire vorm aanwezig, als bij hoge uitzondering de menselijke jager en een van de Amsirs (verbastering van Mars) samen de Doorn ook daadwerkelijk betreden. Als zij in de catacomben van het metalen objecten geraken worden ze ingesloten en begint het voormalige ruimteschip te ontwaken. De jager wordt direct goed verzorgd en vervolgens opgeleid zodat hij min of meer het ruimteschip kan besturen. Dat zet direct koers naar Aarde, waar de bevolking zich verder ontwikkeld heeft. Alhoewel jager en Amsir in vriendschap gereisd hebben, breekt direct weer strijd uit. Zij kunnen niets anders en hun strijd vermaakt in opdracht van Comp de plaatselijke bevolking. Om die verder te vermaken begint de jager zijn verhaal. De vloer van de wereld was geribbeld….